# Vanja Marinković
Vanja Marinković (serbisch: Вања Маринковић; * 9. Januar 1997 in Belgrad) ist ein serbischer Basketballspieler.

## Werdegang
Der aus dem Nachwuchs von KK Partizan Belgrad stammende Marinković gab in der Saison 2014/15 seinen Einstand in der Profimannschaft. In der Adriatischen Basketballliga stieg seine Punktausbeute in der Saison 2018/19 auf 12,2 je Begegnung an.  Er trug zum Gewinn des serbischen Pokalwettbewerbs in den Jahren 2018 und 2019 bei.
Beim Draftverfahren der NBA im Juni 2019 wurde sein Name an 60. und damit letzter Stelle aufgerufen, die Sacramento Kings mit seinem Landsmann Vlade Divac als Manager sicherten sich die Rechte an Marinković. Marinković blieb jedoch in Europa und wechselte zur Saison 2019/20 zum spanischen Erstligisten Valencia Basket Club. Nach einem Mittelwert von 5,9 Punkten je Begegnung in der Saison 2019/20 verbuchte der Serbe in seinem zweiten Spieljahr in Valencia während der Saison 2020/21 8,5 Punkte je Begegnung in der Liga ACB. Valencia entschied sich hernach gegen eine Weiterverpflichtung, Marinković wechselte im Sommer 2021 zum von Duško Ivanović als Trainer betreuten Ligakonkurrenten Saski Baskonia.
Im Sommer 2024 kehrte Marinković zu Partizan Belgrad zurück. 2025 wurde er mit der Mannschaft Meister der Adriatischen Basketballliga.

### Nationalmannschaft
Ehe er A-Nationalspieler Serbiens wurde, gehörte Marinković als Jugendlicher und junger Erwachsener den Auswahlmannschaften der Altersklassen U16, U17, U18, U19 und U20 an. Bei der U17-Weltmeisterschaft 2014 gewann er Bronze sowie jeweils Silber bei der U16-Europameisterschaft 2013 und der U18-EM 2014.
Mit der serbischen Herrennationalmannschaft stand er 2023 im WM-Endspiel, das verloren wurde. Ein Jahr später erreichte er bei den Olympischen Sommerspielen die Bronzemedaille.